# دولهيشتي
دولهيشتي هي قرية تقع في إقليم ياش في رومانيا وبلغ عدد سكانها 2,841 في عام 2002م.